# Giovanni Colombo (calciatore 1931)
Giovanni Colombo (Tavernola, 27 settembre 1931) è un ex calciatore italiano, di ruolo centrocampista.

## Caratteristiche tecniche
Giocava come ala.

## Carriera
Ha giocato una partita nella massima serie italiana con il Como, per poi trasferirsi nel campionato svizzero giocando con Chiasso e Lugano.